# Le Chasseur de chez Maxim's (film, 1939)
Pour les articles homonymes, voir Le Chasseur de chez Maxim's (homonymie).
Pour plus de détails, voir Fiche technique et Distribution.
Le Chasseur de chez Maxim's est un film français réalisé par Maurice Cammage, sorti en 1939.

## Fiche technique
Source : IMDb, sauf mention contraire
- Réalisation : Maurice Cammage, assisté d'André Roanne
- Scénario : Yves Mirande et Gustave Quinson d'après leur pièce de théâtre éponyme[1]
- Musique : Casimir Oberfeld[1]
- Directeurs de la photographie : Raymond Agnel, Paul Cotteret et Edouard Meyer[1]
- Format :  Son mono - Noir et blanc - 35 mm  - 1,37:1
- Société de production : Stella Film
- Pays de production :  France
- Genre : Comédie
- Durée : 95 minutes
- Date de sortie :
  - France : 10 novembre 1939[1]

## Distribution
- Bach
- Roger Tréville
- Geneviève Callix
- André Roanne
- Germaine Charley
- Jacqueline Pacaud
- Jean-Pierre Kérien
- Gaby Basset
- Marcel Carpentier
- Noël Roquevert